# The Slammin' Salmon
Pour plus de détails, voir Fiche technique et Distribution.
The Slammin' Salmon (K.O. au resto au Québec) est une comédie américaine réalisée par Kevin Heffernan et sortie en 2009.
Le scénario a été écrit par le groupe Broken Lizard dont les cinq membres jouent aussi dans ce film.

## Synopsis
Cleon Salmon, alias champion (Michael Clarke Duncan), ancien champion du monde de boxe chez les poids lourds, doit régler une dette de 20 000 dollars à un chef de la mafia japonaise avant la fin de soirée. Pour cela, il met au défi les serveurs de son restaurant de Miami, de générer le plus de ventes possible. Le gagnant remportera une prime de 10 000 $ et le perdant méritera un sandwich aux côtes brisées. Plus l'heure avance, plus le chaos s'installe dans l'établissement. Tout cette mascarade pour que les employés du restaurant découvrent que le champion ne doit pas vraiment 20 000 $ au japonais. Il leur doit 20 000 Yen ce qui donne environ 170 dollars américains. Malgré cela à cause de cette petite erreur plusieurs aventures toucheront les serveurs !

## Fiche technique
- Titre : The Slammin' Salmon
- Réalisation : Kevin Heffernan
- Scénario : Broken Lizard (Jay Chandrasekhar, Kevin Heffernan, Steve Lemme, Paul Soter, Erik Stolhanske)
- Musique : Nathan Barr
- Production :
- Sociétés de production :
- Société de distribution : Anchor Bay Films
- Pays d’origine :  États-Unis
- Langue : anglais
- Genre : comédie
- Durée : 99 minutes
- Dates de sortie : 11 décembre 2009 (États-Unis)

## Distribution
L'équipe du restaurant
- Michael Clarke Duncan (VF :) : Cleon « Slammin' » Salmon, le patron du restaurant
- Jay Chandrasekhar (VF :) : Nuts/Zongo, un serveur
- Kevin Heffernan (VF :) : Rich Parente, le chef de salle
- Steve Lemme (VF :) : Connor, un serveur
- Paul Soter (VF :) : Donnie Kinogie, l'apprenti /Dave Kinogie, chef cuistot
- Erik Stolhanske (VF :) : Guy Metdrapedes, un serveur
- Cobie Smulders (VF :) : Tara, une serveuse
- April Bowlby (VF :) : Mia, une serveuse
- Carrie Clifford (VF :) : Patty, l'hôtesse d'accueil

Les clients
- Will Forte : Horace, le client seul
- Lance Henriksen : Dick Lobo, le réalisateur TV
- Sendhil Ramamurthy : Marlon Specter
- Olivia Munn : Samara Dubois, la décoratrice d'intérieur
- Vivica A. Fox : Nutella, la star
- Bobbi Sue Luther : une cliente
- Morgan Fairchild : Morgan Fairchild
- Jeff Chase : Anthony, le client mécontent
- Carla Gallo : Stacy, la petite amie d'Anthony
- Jim Gaffigan : Stanley Bellin, le responsable de l'hôtel
- Gillian Vigman : l'escort girl
- Peter Navy Tuiasosopo : un joueur des Dolphins de Miami